# DSF Poker-Schule
Die DSF Poker-Schule war ein zweiwöchentliches Sendeformat des DSF, heute Sport1. Die Sendung setzte sich als Ziel, Neulinge in das Kartenspiel Poker einzuführen.

## Inhalt
Jede Sendung hatte ein bestimmtes Grundthema, das für Anfänger erklärt wurde. Nach einer Einleitung ließ man die vier Pokeranfänger, die sich im Studio befinden, einige Hände spielen. Dabei konnte der Zuschauer die Aktionen der Spieler genau beobachten, da er die Karten der Spieler gesehen hat. Später wurden die Züge der Spieler von dem Kommentator Michael Körner und dem Experten Eduard Scharf analysiert.

## Sendezeit
Die Sendung wurde im Jahr 2006 jeden zweiten Samstag zu flexiblen Zeiten ausgestrahlt.

## Themen
- Folge 1: Basics und „Limit und No Limit“
- Folge 2: Blinds
- Folge 3: Typische Anfängerfehler
- Folge 4: Der Bluff
- Folge 5: Wahrscheinlichkeiten („Odds“)
- Folge 6: Das „Pokerface“ und andere „Tells“
- Folge 7: Poker-Spielvarianten
- Folge 8: Spielertypen und Spielweisen
- Folge 9: Die Stars der Szene und ihre Eigenarten
- Folge 10: Spiel 1:1 im „Heads up“

## Veröffentlichungen
Mittlerweile ist eine Doppel-DVD mit allen Episoden der Serie exklusiv auf amazon.de erschienen.